# Charles Wright (Wrestler)
Charles Wright (* 16. Mai 1961 in Las Vegas, Nevada) ist ein ehemaliger US-amerikanischer Wrestler, vor allem bekannt durch seine Auftritte bei der World Wrestling Federation unter seinen damaligen Ringnamen Papa Shango, Kama – The Supreme Fighting Machine und The Godfather.

## Jugend
Charles Wright spielte in der High School Basketball. Als sportlicher Schüler bekannt, erhielt er trotz fehlender Spielerfahrung ein Stipendium als Footballspieler an der University of Nevada, Reno. Dort spielte er ein Jahr als Offensive Tackle, bis er sich am Knie verletzte und seine Football-Karriere beenden musste. Er verlor so sein Stipendium und brach das College ab. Um über die Runden zu kommen, arbeitete er als Barkeeper in zwielichtigen Bars und Clubs.

## Karriere

### Anfänge (1989–1991)
Wright begann seine Wrestling-Karriere, nachdem er bei den Dreharbeiten zum Film Over the Top entdeckt wurde. Er arbeitete in einem Club, der sich in der Nähe des Drehorts befand, den einige Wrestler besuchten. Auf Grund seines muskulösen Aussehens und seiner Tattoos schlugen sie ihm eine Wrestling-Karriere vor. Charles Wright trainierte anschließend in „Larry Sharpe’s Monster Factory“.
Er begann seine Karriere als Wrestler am 16. September 1989 in der United States Wrestling Association, die damals von Jerry Lawler geleitet wurde. Hier durfte er am 23. Oktober den USWA Unified World Heavyweight Championship-Gürtel gewinnen. Sein erstes Gimmick nannte sich Soultaker, unter dem er auch bei New Japan Pro-Wrestling antrat. Am Anfang hatte er ein Tag-Team mit Mark Calaway, der später der Undertaker werden sollte. Neben der USWA trat er auch für Otto Wanz’ Catch Wrestling Association an.

### WWF: Papa Shango (1991–1992)
Nach einiger Zeit in Japan und in Independent-Ligen, ging Wright 1991 zur damaligen World Wrestling Federation. Zunächst trat er in Dark Matches als Sir Charles an, eine Art Wrestling-Version des Basketballers Charles Barkley. Anschließend wurde er 1992 als Papa Shango neu besetzt. Das Gimmick war das eines Voodoopriesters, der seine Gegner mit schwarzer Magie besiegen wollte. Zu seinen Fähigkeiten gehörte die Kontrolle des Saallichts, Rauch und Lichteffekte. Außerdem konnte er bei seinen Gegnern Schmerzen verursachen, die sogar Brechreiz auslösen konnten.
Bekannt wurde er durch seinen Überraschungsauftritt bei Wrestlemania VIII, bei der er im Hauptkampf von Hulk Hogan gegen Sid Justice einschritt. Allerdings verpasste er seinen Einsatz, so dass Sid Justice sich aus dem Pin nach dem „Lethal Legdrop“ von Hulk Hogan befreien musste, damit der ursprüngliche Plan sich entfalten konnte. Ein absolutes Novum zu jener Zeit. Überraschend kam anschließend auch der Ultimate Warrior zum Ring, der Hulk Hogan rettete. Anschließend war eine Fehde zwischen dem Warrior und Sid Justice geplant. Diese scheiterte jedoch daran, dass sowohl Hogan als auch Sid Justice die WWF verließen. Stattdessen folgte eine Fehde zwischen Papa Shango und dem Warrior. In dieser ersten Karriere-Phase von Wright blieb vor allem ein Interview zwischen Ultimate Warrior und Mean Gene Okerlund in Erinnerung, bei dem grüner Schleim Warriors Gesicht herunterlief. Auch hier hatte Charles Wright Pech, ein Match gegen den Warrior scheiterte an dessen Streit mit Vince McMahon, der schließlich zu seiner Entlassung führte. Anschließend erhielt Papa Shango noch ein Titelmatch gegen Bret Hart. Seinen letzten Pay-per-View-Auftritt hatte er beim Royal Rumble 1993. Bei Wrestlemania IX hatte er noch ein Dark Match gegen Tito Santana. Warum das Gimmick so wenig erfolgreich war, basierte auf zwei Komponenten. Zu dieser Zeit war Wrestling unter vor allem jüngeren Zuschauern beliebt, die durch den Horrorcharakter des Gimmicks abgeschreckt waren. So wurde das Gimmick kaum angenommen und bei den Wahlen des Wrestling Observers wurde Papa Shango zum „Worst Gimmick“ und „Most Embarrassing Wrestler“ gewählt. Zum anderen mochte der WWF-Mitarbeiter Pat Patterson, der ein großes Mitspracherecht hatte, das Gimmick nicht. Wright selbst war auch nicht von dem dunklen Charakter überzeugt, obwohl er alles dafür tat, dass das Gimmick funktionierte.
Aufgrund einer Zusammenarbeit zwischen der WWF und der USWA, ließ man Wright den USWA Unified World Heavyweight Championship 1993 ein zweites Mal gewinnen, diesmal als Papa Shango. Den Titel hielt er nur eine kurze Zeit und verlor ihn dann an Owen Hart.

### WWF: Kama (1995–1996)

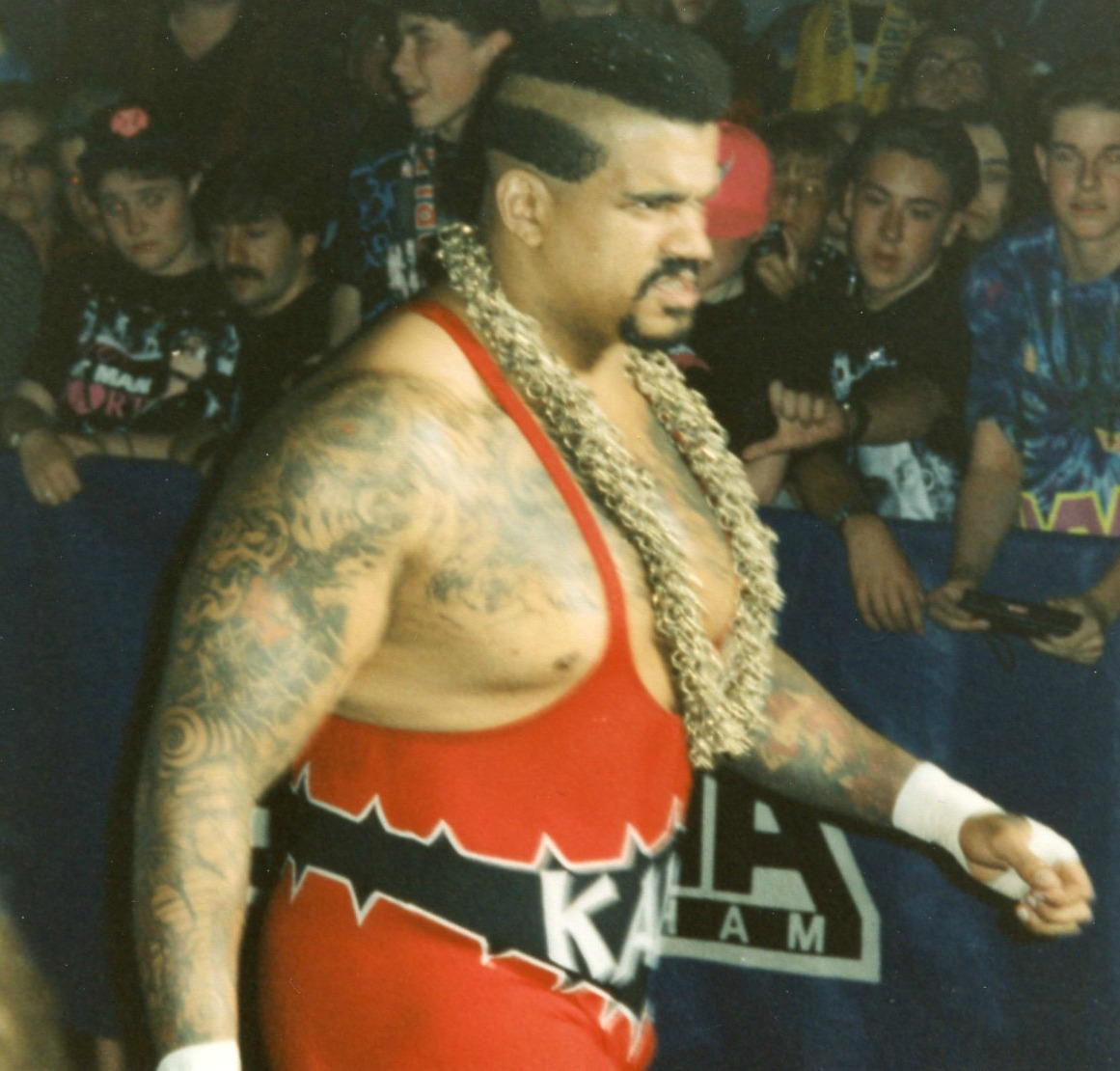
Kama (1998)

Nach einer anderthalbjährigen Auszeit kehrte er mit einem neuen Charakter zurück. Ursprünglich sollte Papa Shango eine Fehde mit Bob Backlund starten, doch diese Pläne wurden gestrichen und Wright wurde zu Kama „The Supreme Fighting Machine“, eine Art Shootfighter, der inspiriert war von dem Ultimate Fighter Kimo Leopoldo. Er schloss sich der von Ted DiBiase geleiteten Million Dollar Corporation an und hatte eine Fehde mit dem Undertaker, dessen Urne er in eine Goldkette umwandelte.
Nachdem auch diese Phase von Wrights Karriere nicht gerade befriedigend verlaufen war, verließ er die WWF ein zweites Mal. Eigentlich sollte er während der Monday Night Wars zum Konkurrenten WCW wechseln und sich dort dem New World Order-Stable anschließen. Dort sollte er als eine Art Bodyguard fungieren. Trotz mündlicher Zusage blieb der schriftliche Vertrag aus. Statt ihm wurde Virgil (Michael Jones) besetzt.

### WWF: Kama, Godfather und Right to Censor (1998–2002)

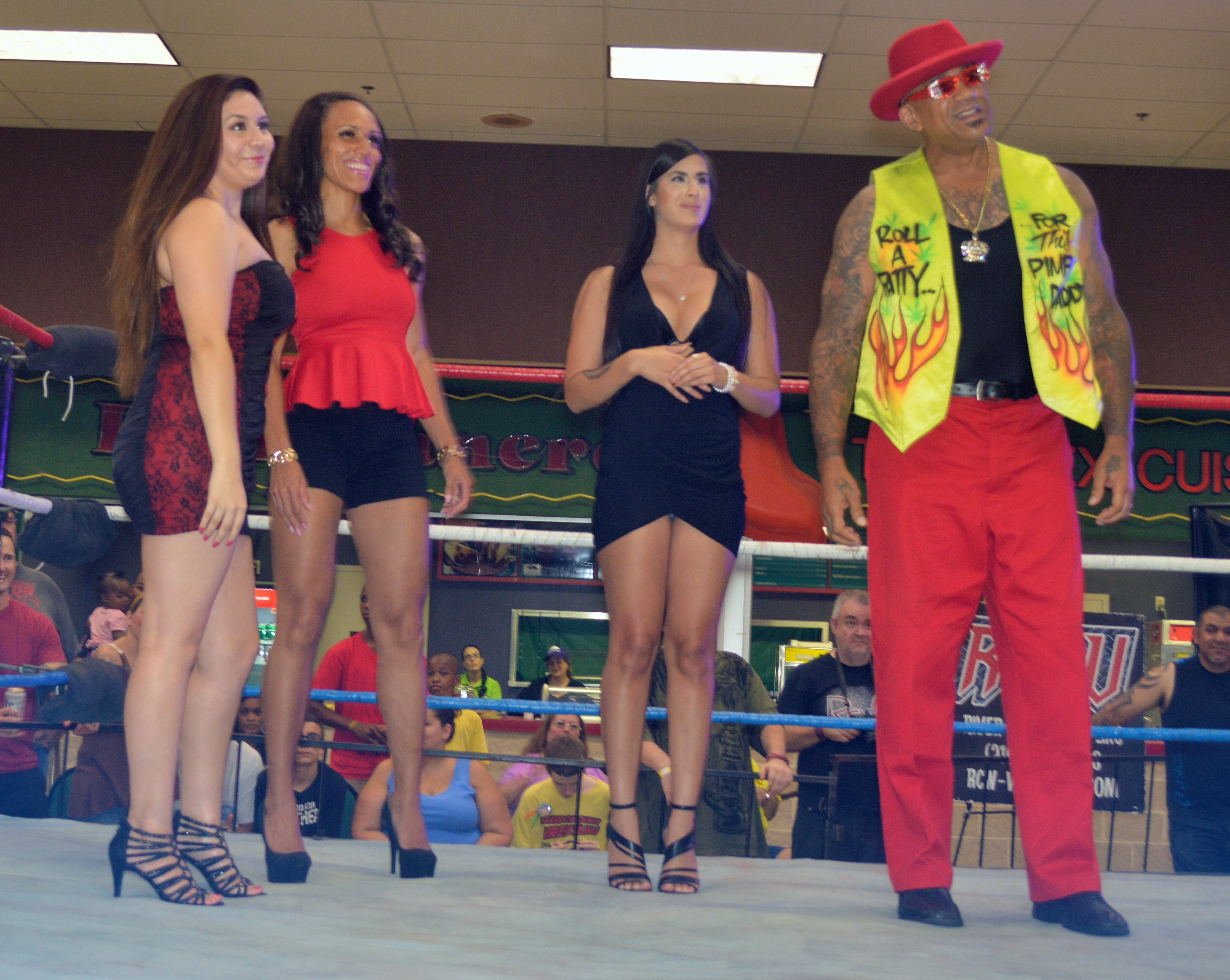
Godfather und seine Hoes (2015)

Auch 1997 gab es wieder Gerüchte über ein Wiederaufleben des Papa-Shango-Charakters. Stattdessen kehrte Wright jedoch als Kama Mustafa zurück, eine abgespeckte Version des alten Kama-Gimmicks, und wurde Teil des Stables Nation of Domination, aus dem unter anderem auch Rocky Maiva seine ersten Auftritte hatte und deren Leader dieser wurde.
1998 begann er das Godfather-Gimmick zu kreieren. Als die Nation of Domination 1998 zerbrach, begann Wrights erfolgreichste Zeit bei der WWF. Er spielte eine Art Zuhälter, der oft mit weiblicher Begleitung, den sogenannten „Hoes“ beziehungsweise dem „Ho Train“ zum Ring kam. Diese hatten ihren ersten Auftritt während eines Tag-Team-Matches mit Mark Henry gegen die Legion of Doom. Die „Hoes“ waren ein elementarer Bestandteil seines Gimmicks, die als Striptease-Tänzerinnen aus Las Vegas vorgestellt wurden. Die Assoziation sollte aber eigentlich Prostituierte sein. Tatsächlich waren unter den Hoes viele angehende Wrestlerinnen vertreten, unter anderem Lita und Victoria. Der Godfather selbst präsentierte sich als Klischee-Zuhälter mit einem knallbunten Outfit, teurem Spazierstock und goldkettenbehangen.
Das politisch wenig korrekte Gimmick war während der Attitude-Ära eines der bekanntesten und machte Charles Wright auch zu einem der populärsten Wrestler der damaligen Zeit. So gewann er 1999 auch den WWF Intercontinental Championship. Den Titel sollte er beim Over the Edge-PPV am 23. Mai 1999 gegen Owen Hart verlieren. Das Match fand nie statt, da Owen Hart an dem Abend bei einem misslungenen Stunt sein Leben verlor. Stattdessen verlor er den Titel zwei Wochen später gegen Jeff Jarrett. 18 Monate spielte er das Godfather-Gimmick weiter.
Als die Attitude-Ära immer wieder vom Parents Television Council (PTC), einer konservativen Watchdog-Gruppe besorgter Eltern, angegriffen wurde und sich die Spannungen insbesondere an Wrights Charakter entluden, entwarf Vince McMahon eine Parodie auf die PTC, das Heel-Stable Right to Censor (RTC), das gegen anstößige Charaktere vorging. Aus dem Godfather wurde der „Goodfather“, der im Stile eines Wanderpredigers agierte. Wright selbst hasste das Gimmick, das von den Offiziellen nicht wirklich mit Leben gefüllt worden war, so dass Wright viel improvisieren musste. 2000 gewann er mit Bull Buchanon als Tag Team, Right to Censor die WWF World Tag Team Championship von den Hardy Boyz. Einen Monat später verloren sie die Titel wieder gegen Edge und Christian.
Kurz darauf kehrte er zu seinem Godfather-Gimmick zurück, doch dies war nicht so erfolgreich wie beim ersten Run. So kündigte Charles Wright bei WWE und beendete zunächst seine aktive Wrestlingkarriere und konzentrierte sich auf sein Familienleben.

### Gastauftritte (seit 2005)

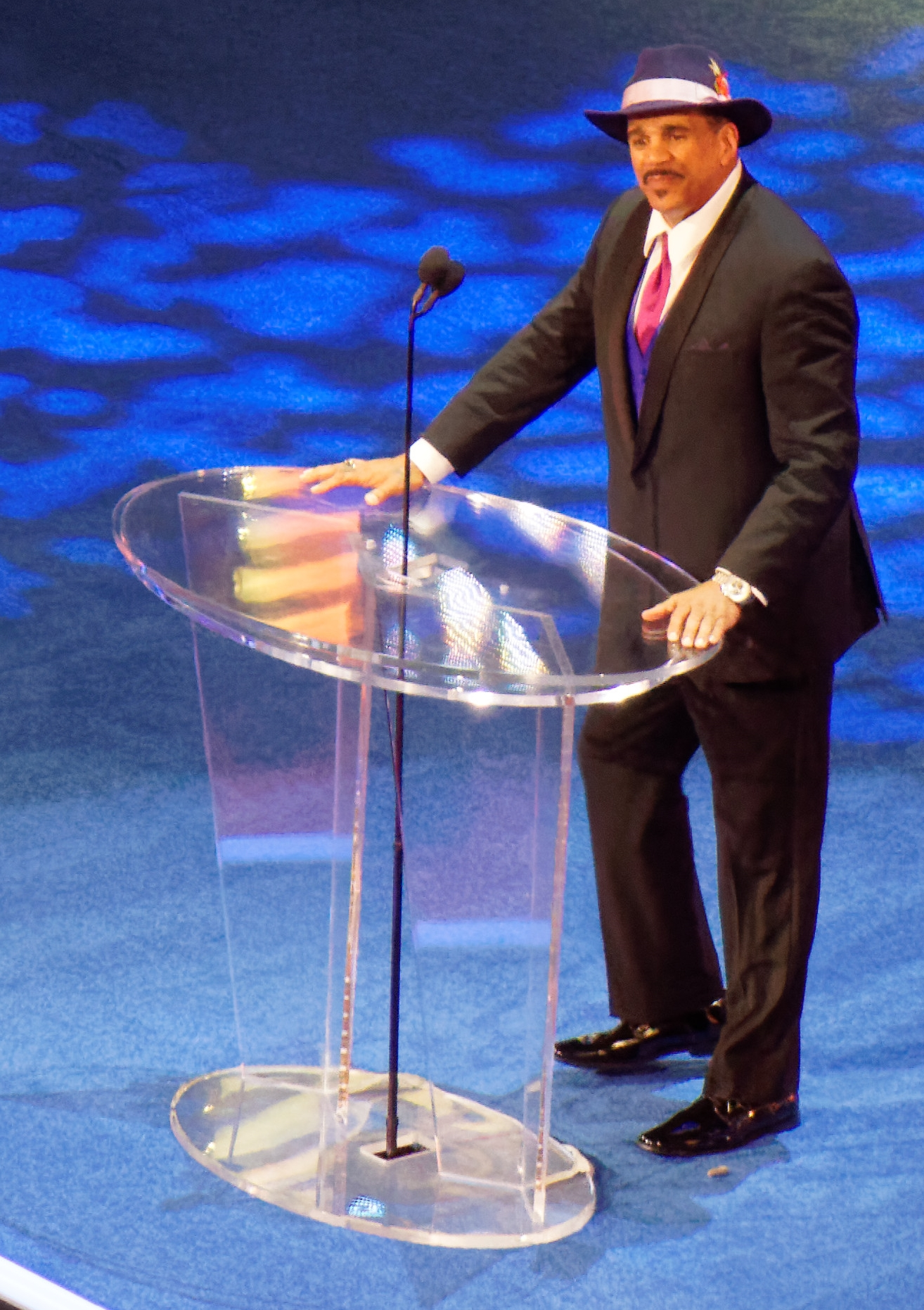
Charles Wright bei der Aufnahme in die Hall of Fame

Seit 2005 trat Charles Wright meist im Godfather-Gimmick als Gaststar auf, beginnend mit dem PPV Vengeance 2005. In den meist witzigen Segmenten lässt er seinen Charakter wieder aufleben. In den Ring kam er lediglich beim Royal Rumble 2013 als Überraschungsauftritt. Er wurde gleich darauf von Dolph Ziggler eliminiert. 2016 wurde er als The Godfather in die WWE Hall of Fame aufgenommen. Auch als Papa Shango hatte er Auftritte im WWE-Programm. Er trat bei WWE Swerved, einer Prank-Show, zusammen mit The Boogeyman auf sowie am 22. Januar 2018 bei Raws 25-jährigen Jubiläum. Zuletzt war er bei der WWE Raw Reunion am 22. Juli 2019 zu sehen.
Neben seinen Gastauftritten trat er auch für diverse Independent-Ligen an, So unter anderem für Hulk Hogans Hulkamania: Let The Battle Begin-Tour 2009 als Pimp Fatha. Auch bei Insane Championship Wrestling, Big Time Wrestling und Preston City Wrestling war er unter anderem zu sehen.

## Privatleben
Wright leitet in Las Vegas den Stripclub Cheetah’s, der 1995 in dem Film Showgirls von Paul Verhoeven zu sehen war.
Charles Wright ist verheiratet und hat vier Kinder.

## Erfolge
- Pro Wrestling Illustrator
  - Platz 61 der 500 besten Einzelwrestler in den PWI 500 (1999)[26]
  - Platz 353 der 500 besten Einzelwrestler der PWI Years (2003)[27]

- United States Wrestling Association
  - 2× USWA Unified World Heavyweight Champion

- World Wrestling Federation
  - 1× WWF Intercontinental Champion
  - 1× WWF World Tag Team Champion (mit Bull Buchanan)
  - WWE Hall of Fame (Class of 2016)

- Wrestling Observer Newsletter
  - Worst Gimmick (1992) (Papa Shango)
  - Worst Feud of the Year (1992) (gegen The Ultimate Warrior)
  - Most Embarrassing Wrestler